# Mactromyidae
Mactromyidae zijn een uitgestorven familie van tweekleppigen uit de orde Lucinida.